# Marimbondo (dança)
Marimbondo é uma dança típica do estado de Goiás, Brasil.